# Microphilonotis
Microphilonotis là một chi rêu trong họ Bryaceae.